# Laura Roslin
Laura Roslin to postać fikcyjna, bohaterka serialu Battlestar Galactica. W tę rolę wcieliła się aktorka Mary McDonnell.

## Życiorys

### Życie przed atakiem
Roslin była ministrem edukacji w czasie prezydentury Richarda Adara, pracowała z nim jeszcze gdy był burmistrzem Caprica City – stolicy Dwunastu Kolonii. Nie była zamężna, wiadomo jednak, że miała romans z Prezydentem Adarem. Przed wylotem na Galacticę obiecała, że złoży rezygnację z funkcji ministra edukacji za to, że prowadziła negocjacje ze związkami zawodowymi. W tym samym czasie dowiedziała się o raku piersi oraz widziała na Caprice Baltara całującego się z Capricą-Six.

### Atak Cylonów
W czasie zmasowanego ataku Cylonów brała udział w uroczystościach na statku Battlestar Galactica, co ocaliło jej życie. Po uformowaniu się floty statków, które przetrwały Laura Roslin została wybrana nowym prezydentem Dwunastu Kolonii. Chociaż była na 43 miejscu w kolejności sukcesji tytułu prezydenckiego okazało się, że nikt przed nią nie przeżył. Została zaprzysiężona na statku Colonial One, podobnie jak amerykański prezydent Lyndon B. Johnson po zabójstwie J.F. Kennedy’ego.

### Prezydentura i choroba
Laura Roslin przekonała komandora Adamę do ucieczki przed Cylonami, podkreślając, że próba kontrataku nie ma sensu. Współpraca pomiędzy panią prezydent i dowodzącym floty wojskowej wyglądała bardzo dobrze, aż do momentu odnalezienia planety Kobol. Roslin, która chorowała na raka utożsamiała siebie z legendarnym, śmiertelnie chorym przywódcą, który miał doprowadzić ludzi do Ziemi. Roslin wierzyła, że jej nadrzędnym celem jest odnalezienie Ziemi, a Kobol jest wskazówką na drodze do jej odnalezienia.
W tym celu wysłała Starbuck na Capricę po Strzałę Apolla, która miała otworzyć Grobowiec Ateny, zo co Komandor Adama oskarżył ją o próbę przejęcie władzy i pozbawił stanowiska. Gdy pułkownik Tigh wprowadził stan wojenny Roslin wraz z Apollo i kilkoma innymi osobami ociekła na Kobol, aby tam znaleźć Grobowiec. Po odnalezieniu Grobowca i drogi na Ziemię Komandor Adama przywrócił ją na stanowisko. W trakcie leczenia zażywała ekstrakt z kamali, wywołujący halucynację. Została wyleczona po transfuzji krwi Cylonów, która powstrzymała rozwój nowotworu. W tym czasie musiała także zażegnać konflikt między Admirał Cain i Komandorem Adamą.
W czasie wyborów z pomocą Pułkownika Tigha, Tory Foster i „Dee” próbowała dokonać fałszerstwa, aby Baltar nie wygrał. Nie udało się jednak.

### Nowa Caprica
Po osiedleniu na planecie, Roslin została nauczycielką. Gdy na planetę przybyli Cyloni, a Adama i Apollo uciekli z flotą, została jednym z przywódców ruchu oporu na Nowej Caprice. Tuż przez wyzwoleniem omal nie straciła życia, gdyż Baltar pod naciskiem Cylonów wydał na nią (i setkę innych osób) wyrok śmierci.

### Wyzwolenie i prezydentura
Po uratowaniu ludności spod okupacji Cylonów Roslin znów zostaje prezydentem. Jej stosunki z Billem Adamą i Tomem Zarkiem ulegają poprawie. Gdy zostaje odkryta Świątynia Pięciu nie chce dopuścić do jej przejęcia przez Cylonów, ale nie rozumie dlaczego Adama chciał wystrzelić na planetę głowicę jądrową poświęcając życie Apolla, który tam przebywał. W czasie procesu Baltara Roslin informuje o nawrocie choroby. Stara się doprowadzić do skazania Baltara na śmierć, jednak został on uniewinniony. Tori Foster, osobista sekretarka pani prezydent, odkrywa, że jest jednym z pięciu ukrytych Cylonów.
Po tym jak czwórka Cylonów odkryła swoją tożsamość Roslin wraz z Atheną i Capricą-Six, która przebywa na Galactice ma wizje w świątyni w których wszystkie gonią Herę, córkę Atheny i Helo. Gdy do floty dołącza się zbuntowany statek Cylonów, Roslin udaje się na jego pokład, aby uzyskać odpowiedzi od „hybrydy”. Po zniknięciu statku z Roslin na pokładzie uświadamia ona sobie, że jest zakochana w Admirale. Gdy ten ją odnajduje, pierwsze słowa pani prezydent to „Kocham cię”.
Roslin jest jedną z pierwszych osób, które stanęły na Ziemi.